# Apogefmatini
Apogefmatini (gr. Απογευματινή) – grecki dziennik o tematyce ogólnej wydawany na terenie całego kraju. Gazeta została założona na początku XX wieku przez rodzinę Botsis.
Siedziba dziennika znajduje się przy ulicy 12 Feidiou Οδός położonej w dolnej części stolicy Grecji, Aten.
Ideologicznie gazeta ma liberalne poglądy na temat gospodarki, a także ogólnie sympatyzuje z partiami prawicowymi, których zwolennicy są głównym czytelnikami dziennika.